# Aleksander (Golitzin)
Aleksander, nazwisko świeckie Alexander Golitzin (ur. 1948 w Tarzanie) – amerykański biskup prawosławny.

## Życiorys
Absolwent Uniwersytetu Kalifornijskiego i seminarium duchownego św. Włodzimierza w Nowym Jorku. W 1980 obronił pracę doktorską w zakresie filozofii, przygotowywaną na Uniwersytecie w Oksfordzie. W ciągu siedmioletniej pracy nad doktoratem spędził rok na Athosie. W 1982, po powrocie do Stanów Zjednoczonych, przyjął święcenia diakońskie. Dwa lata później został wyświęcony na kapłana, zaś w 1986 złożył wieczyste śluby mnisze. Służył w misjach Kościoła Prawosławnego w Ameryce w północnej Kalifornia, kierował komitetem misyjnym Diecezji Zachodu. Od 1989 był wykładowcą na wydziale teologicznym Uniwersytetu w Marquette, równocześnie służąc w cerkwi Świętych Cyryla i Metodego w Marquette.
W czerwcu 2011 został wybrany przez sobór Diecezji Bułgarskiej Kościoła Prawosławnego w Ameryce na nowego ordynariusza diecezji z tytułem biskupa Toledo. Przed przeprowadzeniem jego elekcji komitet odpowiedzialny za wytypowanie nowego hierarchy zmienił wewnętrzny statut Diecezji Bułgarskiej, który dotąd przewidywał, że jej ordynariuszem może zostać tylko duchowny urodzony w Bułgarii.
Decyzję soboru potwierdził w październiku tego samego roku Święty Synod Biskupów Kościoła Prawosławnego w Ameryce. Jego chirotonia biskupia odbyła się 5 maja 2012 w soborze św. Jerzego w Rossford.
W 2016 Święty Synod Kościoła Prawosławnego w Ameryce, potwierdzając wcześniejszą decyzję soboru duchowieństwa i wiernych eparchii Południa, wyznaczył Aleksandra na biskupa Południa, pozostawiając go równocześnie na dotychczasowej katedrze. W 2017 r. został mu nadany tytuł arcybiskupa Dallas, Południa i Diecezji Bułgarskiej.